# Овер (Манш)
Овер (фр. Auvers) насеље је и општина у северној Француској у региону Доња Нормандија, у департману Манш која припада префектури Сен Ло.
По подацима из 2011. године у општини је живело 670 становника, а густина насељености је износила 35,71 становника/km². Општина се простире на површини од 18,76 km². Налази се на средњој надморској висини од 5 метара (максималној 26 m, а минималној 0 m).

## Демографија
| 1962. | 1968. | 1975. | 1982. | 1990. | 1999. | 2011. |
| ----- | ----- | ----- | ----- | ----- | ----- | ----- |
| 579   | 627   | 573   | 563   | 571   | 589   | 670   |

График промене броја становника у току последњих година